# Brian Christian
Brian Christian (ur. 1984 w Wilmington) – amerykański pisarz literatury faktu i informatyk. Jest autorem bestsellerowej książki The Most Human Human (2011) oraz współautorem, z kognitywistą Tomem Griffithsem, tytułu Algorytmy. Kiedy mniej myśleć i inne sposoby na racjonalne życie (2016).

## Życiorys
Christian pochodzi z Little Silver (New Jersey). Uczęszczał do High Technology High School w Lincroft (New Jersey). Ukończył studia z informatyki, filozofii oraz poezji na uczelniach Uniwersytecie Browna i University of Washington. Mieszka w San Francisco.
W 2009 roku Christian uczestniczył w teście Turinga z udziałem chatbotów o nagrodę Loebnera, gdzie zaprogramowana przez niego sztuczna inteligencja miała za zadanie lepiej imitować człowieka od osób, które przystąpiły do testu. W zawodach, jako Confederate 1, zwyciężył Christian i otrzymał certyfikat wraz z tytułem Most Human Human. Książka The Most Human Human, w której opisał doświadczenie z konkursu stała się bestsellerem według nowojorskiej gazety „The Wall Street Journal”, a także została wyróżniona, jako jedna z 9 pozycji, wyborem redakcji (editors’ choice) dziennika „The New York Times”, a według „The New Yorkera”, wśród innych 43 książek, uznana została jednym z najlepszych (Reviewers’ favorites) tytułów w 2011 roku (kategoria: literatura faktu).
W marcu 2011 roku udzielił wywiadu Jonowi Stewartowi w amerykańskim programie telewizyjnym The Daily Show (Comedy Central).
W 2016 roku Christian był jednym z wyróżnionych przez Bibliotekę Publiczną w San Francisco. Od sierpnia do grudnia 2020 roku wizytował (jako Journalist in Residence) na Uniwersytecie Kalifornijskim w Berkeley.

## Książki
- 2011: The Most Human Human: What Talking with Computers Teaches Us About What It Means to Be Alive[3]
- 2016: Algorytmy. Kiedy mniej myśleć i inne sposoby na racjonalne życie (pol. wyd. 2018; ang. Algorithms to Live By; współautor: Tom Griffiths)[4]
- 2020: The Alignment Problem: Machine Learning and Human Values[15]

## Inspiracje dla innych
Książka The Most Human Human zainspirowała dramaturga Jordana Harrisona do napisania sztuki Marjorie Prime. W 2015 roku spektakl znalazł się w finale Nagrody Pulitzera. W 2017 roku odbyła się premiera ekranizacji dzieła Harrisona pod tym samym tytułem.